# Afterboom
Afterboom es el 84.º episodio de la serie estadounidense de televisión Gilmore Girls.

## Resumen del episodio
Luke se divorcia finalmente de Nicole; la banda de Lane tiene una gran presentación en Stars Hollow, pero cuando Zach, Brian y Gil están acompañados por sus amigos o familia, Lane empieza a sentirse sola y a extrañar a su madre. Además, ella descubre que una estudiante coreana está viviendo en su casa y que puede ser su doble, y la confronta cuando la ve usando sus ropas antiguas. Durante la presentación de un libro de Asher, Doyle se pregunta quién es la nueva chica del profesor; y cuando Rory le reclama por una "A" (equivaldría a sobresaliente en España) que Fleming le puso en un trabajo, sospecha que es por su amistad con Paris. Jason visita a Lorelai y le cuenta que la sociedad con Richard se ha terminado, entonces ella va a reclamarle cómo ha tratado a Jason. Richard hace oídos sordos a su hija e incluso a Emily, cuando ésta intentó interceder por Jason para no perder a Lorelai. Después de aceptar ir el viernes a la cena, Lorelai llega con Rory y ambas notan que Richard y Emily están más amables de lo normal y tienen algunas dudas. Así, al salir de la cena, descubren que Emily sale con su auto a otra parte. Lorelai sospecha que su madre está durmiendo en un hotel y lo corrobora después. Finalmente, Jason afirma que demandará a Richard por lo que le hizo, pero Lorelai termina con él por lo que intenta hacerle a alguien de su familia.

## Curiosidades
- ¿Por qué Emily debía irse a un hotel a dormir y no simplemente se fue a la casa de la piscina que Richard ocuparía después?
- Cuando Emily entra a la casa, no tenía que sorprenderse de ver a las chicas pues el coche de alguna de ellas debería estar aparcado en la entrada.
- Entre el plano en el que las chicas se despiden de los Gilmore y el siguiente -saliendo por la puerta- aparecen ya con los abrigos puestos.

- Datos: Q2878151